# NEW HORIZON (東京書籍)
『NEW HORIZON』（ニューホライズン）は、東京書籍が発行する、日本の中学校用英語教科書および英和辞典・和英辞典のブランドである（日本国登録商標第1751917号）。なお、小学校用英語教科書は、『NEW HORIZON Elementary』（ニューホライズンエレメンタリ）として存在する。

## 概要
英語教科書は1966年（昭和41年）に第1版（Book 1 - 3、すなわち中学1 - 3年の学年別3冊）を刊行。以後、2000年までは文部省が、2001年からは文部科学省が実施する教科用図書検定に対応して概ね3 - 4年おきに改訂を実施している。2016年（平成28年）度の文部科学省統計では採択率（シェア）33.8%と、日本国内で使用される中学校用の英語教科書を発行している6社中で第1位となっている。競合する主な中学校用英語教科書には開隆堂出版の『SUNSHINE』（2016年度シェア24.8%）、三省堂の『NEW CROWN』（同24.2%）がある。
『NEW HORIZON』に限らず日本の中学校で使用される多くの英語教科書では、1 - 3学年のシリーズを通じて登場人物が共通化されたストーリー仕立てのものが多くみられる。『NEW HORIZON』では内容の改訂に応じて登場人物が一新されるが、改訂後の版で登場する人物が過去の版に登場した人物の家族や親族、友人という設定が採り入れられている。
第15版の特徴
2016年（平成28年）度から2020年度まで使用された第15版では第14版までの素朴なタッチのイラストで描かれた登場人物のイメージを一新し、漫画やアニメに慣れ親しんだ中学生に関心の高いタッチ（萌え絵・アニメ絵調）のイラストが採用された。特にアメリカ合衆国ボストン出身で緑中学校の外国語指導助手（ALT）として来日しているという設定のエレン・ベーカー（Ellen Baker）が、Twitterやpixivを通じて教科書を使用する年齢層より上の世代から人気を博している。
エレンの教え子として登場する伊藤光太は第13版に登場していた伊藤絵美の弟に当たり、緑中学校に留学しているカナダ人のアレックス・グリーン（Alex Green）は第13版でわかば中学校のALTとして登場していたアン・グリーン（Ann Green）の親戚に当たる。また、第14版でみどり中学校のALT（エレンの前任者）として登場していたメアリー・ブラウン（Mary Brown）は、Book 2（第2学年）で安藤咲がホームステイでボストンを訪れた際のホストとして登場している。第16版では、Book 1のStage Activity 1中で、自己紹介ポスターの事例で登場している。
保護者から「刺激的過ぎる」、「学びの場でこれはおかしい」などの批判が入り、第16版となってからは、イラストが少し落ち着いた物に変更にされた。

### NEW HORIZON Elementaryの概要
小学校で外国語が教科化された令和2年度（2020年度）より、NEW HORIZON Elementaryとして、5及び6年生用(Book 5 - 6)に提供されており、令和6年度から使用されている第2版が現行のNEW HORIZON Elementaryとなっている。5年生では、Book 5の他にMy Picture Dictionaryが設定されており、こちらは翌年度まで継続され、2年間で使用される。

### NEW HORIZON DICTIONARYの概要
市販されている英和辞典は、1980年（昭和55年）初版で、2020年（令和2年）発行の第9版が最新版である。
また、和英辞典（同第6版）及び合冊された英和・和英辞典（同第8版、分冊版で重複している内容など、一部は割愛されている）も発行されている。

## 主な執筆者
- 太田朗（初版 - 第9版）
- 伊藤健三（初版 - 第9版）
- 日下部徳次（第2版 - 第9版）
- 浅野博（第10版 - 第12版）
- 下村勇三郎（第10版 - 第12版）
- 牧野勤（第10版 - 第12版）
- 笠島準一、阿野幸一（第12版 - ）

## 沿革
| 版数   | 検定年度           | 使用年度         | 備考                                        |
| ------ | ------------------ | ---------------- | ------------------------------------------- |
| 初版   | 昭和40年（1965年） | 1966年 - 1968年  |                                             |
| 第2版  | 昭和43年（1968年） | 1969年 - 1971年  |                                             |
| 第3版  | 昭和46年（1971年） | 1972年 - 1974年  |                                             |
| 第4版  | 昭和49年（1974年） | 1975年 - 1977年  |                                             |
| 第5版  | 昭和52年（1977年） | 1978年 - 1980年  |                                             |
| 第6版  | 昭和55年（1980年） | 1981年 - 1983年  |                                             |
| 第7版  | 昭和58年（1983年） | 1984年 - 1986年  | 表紙イラストを鈴木英人が担当                |
| 第8版  | 昭和61年（1986年） | 1987年 - 1989年  |                                             |
| 第9版  | 平成元年（1989年） | 1990年 - 1992年  |                                             |
| 第10版 | 平成4年（1992年）  | 1993年 - 1996年  | 2011年に続編『ミライ系』が刊行される        |
| 第11版 | 平成8年（1996年）  | 1997年 - 2001年  |                                             |
| 第12版 | 平成13年（2001年） | 2002年 - 2005年  | この版より判型をA5→B5に拡大、オールカラー化 |
| 第13版 | 平成17年（2005年） | 2006年 - 2011年  |                                             |
| 第14版 | 平成23年（2011年） | 2012年 - 2015年  |                                             |
| 第15版 | 平成27年（2015年） | 2016年 - 2020年  |                                             |
| 第16版 | 令和2年（2020年）  | 2021年 -         |                                             |
| 第17版 | 令和6年（2024年）  | 2025年（予定） - |                                             |

### Elementaryの沿革
| 版数  | 検定年度           | 使用年度        | 備考                                                                                          |
| ----- | ------------------ | --------------- | --------------------------------------------------------------------------------------------- |
| 初版  | 平成31年（2019年） | 2020年 - 2023年 | My Picture Dictionaryは、5年生で配布し2年間使用するため、令和6年度の6年生はこの版を使用する。 |
| 第2版 | 令和5年（2023年）  | 2024年 -        | 現行                                                                                          |

## 関連書籍
以下の関連書籍が存在する。『NEW HORIZON 青春白書』以外は過去に『NEW HORIZON』で英語を学習した高校生以上の読者を対象としており、文部科学省の検定教科書ではないため「参考書」とされる。

### ミライ系NEW HORIZONでもう一度英語をやってみる
『ミライ系NEW HORIZONでもう一度英語をやってみる』は、東京書籍から2011年（平成23年）に「大人向け次世代型教科書」をキャッチコピーとして刊行された。過去の版で登場した池田健、岡田由美、ルーシー・スミスの3人を巡る三角関係を題材にしている。また、書籍と連動したiOS用のアプリをバンダイナムコゲームス（当時、のちバンダイナムコエンターテインメント）が開発しており、ページ内のARアイコンを撮影するとAR機能で登場人物の英語による会話やアニメーションが再生される。
本書の挿絵を担当したイラストレーターの電柱棒は、5年後の平成28年（2016年）度版『NEW HORIZON』第15版でも挿絵に起用された。第15版の刊行後に本書も再び注目されて品薄となったため、同年4月11日付で増刷が発表されている。
- ミライ系NEW HORIZONでもう一度英語をやってみる
  - 監修：デイビッド・セイン イラスト：電柱棒
  - 2011年8月24日初版 ISBN 978-4-487-80560-0

### DARK HORIZON おとなになったら使うかも知れない基礎英語
『DARK HORIZON おとなになったら使うかも知れない基礎英語』は、2014年（平成26年）にトランスワールドジャパンから刊行された。『NEW HORIZON』第13版（2006年度〜2011年度）の10年後という設定で、若葉中学校のALTだったアン・グリーンが鬱病を発症して自殺未遂の後に元教え子の伊藤絵美やジュディ・ブラウンを脅して自分が経営するクラブでホステスとして働かせたり、マイク・デイビスはホームレスとなっているというダークな未来を舞台にしている。掲載されている会話文もスラングが中心である。
- DARK HORIZON おとなになったら使うかも知れない基礎英語
  - 著・イラスト：ブライアン・レイス
    1. 2014年10月25日初版 ISBN 978-4-86256-147-3
    2. 2015年04月27日初版 ISBN 978-4-86256-158-9

### NEW HORIZON 青春白書
『NEW HORIZON 青春白書』は、2024年に東京書籍から刊行された。『NEW HORIZON』で中学校教師を辞めた後の物語。『NEW HORIZON プロジェクト』の第一弾として発表された。
- NEW HORIZON 青春白書 Unit 1 新学期がはじまる前に…
  - 著 : 本田久作、イラスト : 佳奈
    1. 2024年4月22日初版 ISBN 978-4-487-81734-4

## ニンテンドーDS用ソフト
『東京書籍の教科書シリーズ NEW HORIZON』English Course 1〜3は、2008年（平成20年）4月24日にパオン（当時、のちパオン・ディーピー）から発売されたニンテンドーDS用ソフトである。2006年 - 2011年度（第13版）の『NEW HORIZON』の学年別3冊に準拠した全3タイトルで構成されている。
2012年（平成24年）3月22日には、第14版への改訂に合わせて例題を更新した新版が発売されている。

## パロディ
パロディとして、キャラクターを「艦隊これくしょん -艦これ-」の艦娘に置き換えた同人誌が発行された。この同人誌を発行した友吉によると、発行するにあたって教科書著作権協会および東京書籍から正式な許諾を取っている。